# پیتر کرن
پیتر کرن (آلمانی: Peter Kern؛ زادهٔ ۱۳ فوریهٔ ۱۹۴۹) کارگردان، بازیگر، فیلم‌نامه‌نویس، و تهیه‌کننده فیلم اهل اتریش است. وی از سال ۱۹۵۷ میلادی تاکنون مشغول فعالیت بوده‌است.
از فیلم‌ها یا برنامه‌های تلویزیونی که وی در آن نقش داشته است، می‌توان به اروتیک، ماشین اسباب‌بازی سرخ آتشین و حرکت اشتباه اشاره کرد.